# Eccoptocarpha obconiciventris
Eccoptocarpha es un género monotípico de plantas herbáceas de la familia de las poáceas. Su única especie,  Eccoptocarpha obconiciventris Launert, es originaria de África en Tanzania y Zambia.

## Descripción
Son plantas anuales, vagamente cespitosas (o tallos individuales). Los  tallos de 40-75 cm de altura; herbáceas, no ramificadas arriba . Hojas no agregadas basales; ni auriculadas. Las láminas se estrechan; 2-9 mm de ancho (2,5 a 10 cm de largo); planas; persistentes. La lígula presente; es una franja de pelos. Plantas bisexuales, con espiguillas bisexuales; con flores hermafroditas. Las espiguillas todas por igual en la sexualidad.  

## Taxonomía
Dissochondrus biflorus fue descrita por Georg Oskar Edmund Launert y publicado en Senckenbergiana Biologica 46(2): 126, f. 1–22. 1965.